# Championnats du monde de cross-country éliminatoire 2025
Navigation
2024 2026
Les championnats du monde de cross-country éliminatoire 2025 sont la 14e édition de ces championnats, organisés par l'Union cycliste internationale (UCI) et décernant les titres mondiaux en cross-country éliminatoire. Ils ont lieu le 22 juin 2025 dans la province de Sakarya, située au nord-ouest de la Turquie sur la côte de la mer Noire.

## Podiums
| Épreuves | Or                 | Argent       | Bronze              |
| -------- | ------------------ | ------------ | ------------------- |
| Hommes   | Edvin Lindh        | Theo Hauser  | Matic Kranjec Zagar |
| Femmes   | Mariia Sukhopalova | Isaure Medde | Maria Sherstiuk     |